# Cochlostoma septemspirale
Cochlostoma septemspirale е вид охлюв от семейство Diplommatinidae. Видът не е застрашен от изчезване.

## Разпространение
Разпространен е в Австрия, Босна и Херцеговина, Германия, Италия, Лихтенщайн, Словения, Сърбия, Франция, Хърватия, Черна гора и Швейцария.

## Описание
Популацията на вида е стабилна.